# 은퇴남편증후군
은퇴남편증후군(retired husband syndrome) 또는 주인 재택 스트레스 증후군(일본어: 主人在宅ストレス症候群, RHS)은 일본 문화에서 인식되는 정신신체적 스트레스 관련 질병으로, 일본의 나이든 여성 인구의 60%에서 발생하는 것으로 추정된다. 남편이 은퇴에 도달하거나 은퇴에 가까워짐에 따라 여성이 신체적 질병과 우울증의 징후를 보이기 시작하는 상태라고 주장된다.

## 일반적인 증상
다음은 은퇴남편증후군의 일반적인 증상 중 일부이다.
- 주요 우울 장애
- 피부 발진 (의학)
- 천식
- 소화성궤양
- 고혈압

## 같이 보기
- 황혼이혼